# 韩书力
韩书力（1948年—），汉族，中华人民共和国艺术家、政治人物，中国共产党党员，西藏自治区文联主席、党组副书记，第十、十一、十二届全国政协委员。

## 生平
2008年，当选第十一届全国政协委员，代表文化艺术界，分入第二十七组。